# Scopula oxystoma
Scopula oxystoma là một loài bướm đêm trong họ Geometridae.